# Cyganeczka

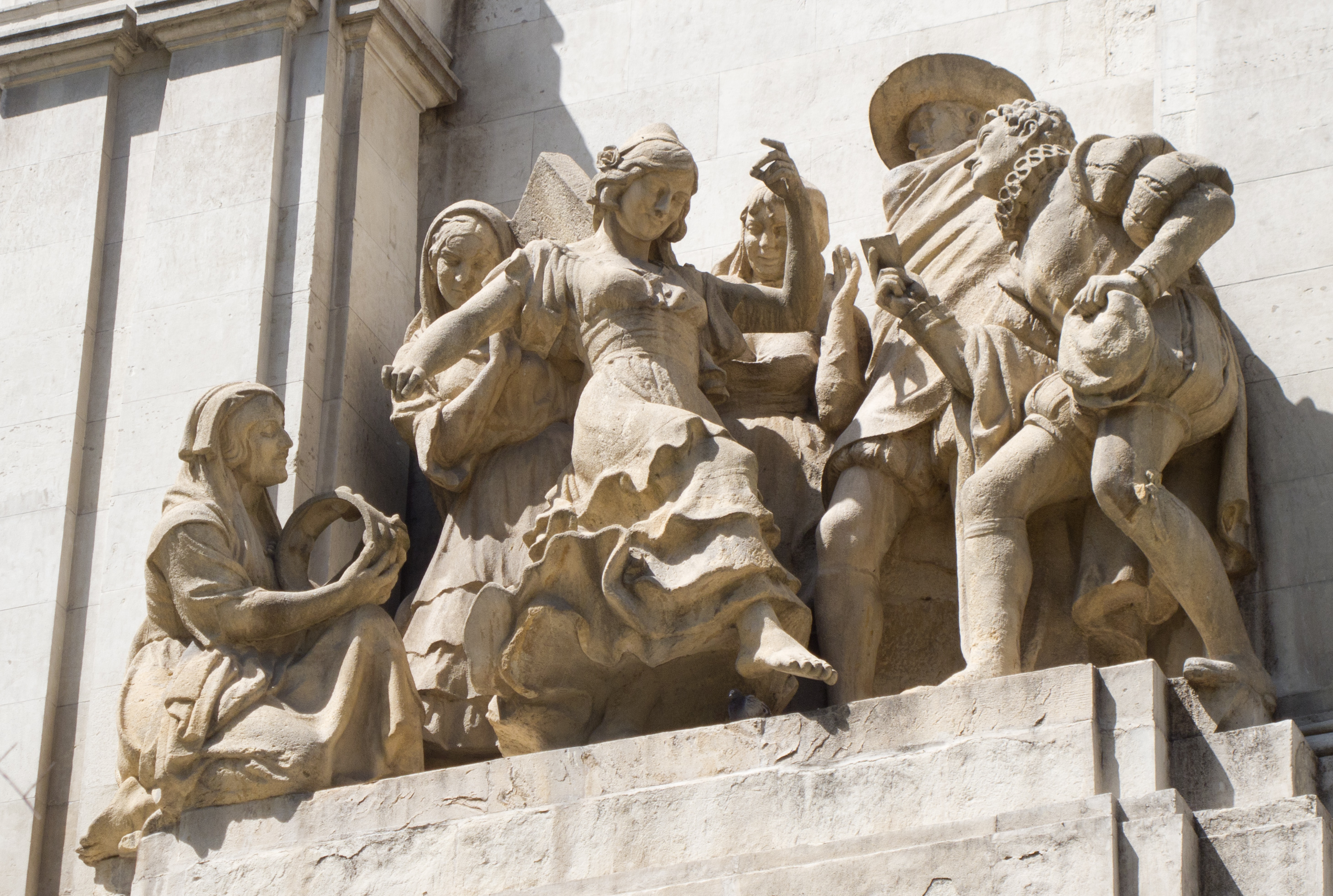
Cyganeczka, fragment pomnika Cervantesa, autorstwa Federico Coullaut-Valera

Cyganeczka (hiszp. La gitanilla) – nowela Miguela Cervantesa, opublikowana w zbiorku Nowele przykładne w 1613 roku. 
Utwór przedstawia życie Cyganów w konwencji utopii, przedstawiając ich jako społeczność żyjącą zgodnie z prawami natury, dumnych, wolnych, dyskretnych i dotrzymujących obietnic. Chociaż autor rysuje również wady bohaterów (np. skłonność do kradzieży), to jednak przedstawione są one dyskretnie, a na plan pierwszy wysuwają się zalety. Z kolei życie ówczesnych Hiszpanów przedstawione jest negatywnie – urzędnicy są przekupni, a wymiar sprawiedliwości – nieskuteczny.
Fabuła nie była oryginalnym pomysłem Cervantesa – autor wzorował się na anonimowej hiszpańskiej powieści Libro de Apolonio, gdzie występuje wędrowna księżniczka Tarsiana. Źródłem dla utworu było też Patrañuelo Juana de Timonedy z 1578. Z kolei Cyganczeka posłużyła Wiktorowi Hugo do stworzenia postaci Esmeraldy z Katedry Marii Panny w Paryżu. 

## Zarys fabuły
Akcja noweli rozgrywa się w Madrycie. Bohaterką jest piętnastoletnia Cyganka, Preciosa. To dziewczyna śmiała, rezolutna i inteligentna, doskonała tancerka i śpiewaczka. Zakochuje się w niej bogaty szlachcic hiszpański i wyznaje jej uczucie występując pod fałszywym imieniem Andrés. Preciosa obiecuje wyjść za niego, jeśli spędzi on z nią dwa lata w obozie cygańskim, gdzie będą żyli jak brat i siostra. Andrés wyrusza więc w drogę z Cyganami, wyrzeka się ponadto swojego szlachetnego pochodzenia i przyjmuje zwyczaje tej społeczności. Jednak pewna zakochana w nim bez wzajemności kobieta podrzuca mu swoją biżuterię i zgłasza kradzież. Andrés zostaje ujęty i poddany rewizji, znieważony zabija jednego z żołnierzy i trafia do więzienia. Tymczasem jedna z Cyganek przyznaje, że Preciosa jest szlachcianką, ukradzioną w dzieciństwie z domu miejscowego korregidora. Rodzice rozpoznają córkę, ujawnia się też szlacheckie pochodzenie Andrésa, a kobieta, która podrzuciła mu biżuterię przyznaje się do winy. Ponieważ okazuje się, że oboje zakochani pochodzą ze szlachty, ich rodziny nie sprzeciwiają się ich małżeństwu. Młodzi pobierają się.